# 蘇州オリンピック・スポーツセンター
蘇州オリンピック・スポーツセンター (中: 苏州奥林匹克体育中心)は中国江蘇省蘇州工業園区にあるスポーツ複合施設。2018年にオープン、スタジアム・アリーナや水泳場等がある。2023年にはバドミントン混合団体戦スディルマン杯が開催。